# 富原志乃
富原 志乃（とみはら しの、1964年8月28日-）は、沖縄県で活躍するラジオパーソナリティならびにフリーアナウンサーである。

## 概要
- 1986年に、琉球放送（RBC）ラジオの人気深夜番組「ラジオジャック」の月曜アシスタントでデビューした（当時のメインパーソナリティーは同局の土方浄）。翌年1987年に、比嘉京子がメイン担当だった金曜アシスタントに移り、おばぁのものまねを披露。1990年に念願のメインパーソナリティー（木曜）に昇格した。
- ラジオジャックデビューから現在までRBCの専属のような状態であるため、RBC以外の他局の番組に出演することはほとんどなかったが、1994年に日本テレビ系「投稿!特ホウ王国」のリポーターとして一度全国ネットの番組に出演したことがある（沖縄県では沖縄テレビで放映されていた）。
- 番組だけでなくRBCラジオ・テレビで放送されるローカルCMのナレーションもしていたが、中には沖縄テレビ（OTV）などの他局でも放送されたものもあった。
- 沖縄都市モノレール（ゆいレール）では、開業時からてだこ浦西延伸までの間、車内案内アナウンスも担当していた（日本語・英語両方）。
- 元爆風スランプのサンプラザ中野のファンだったらしく、ラジオジャック担当時には爆風スランプのコンサート開催を熱望していた。

## 略歴
- 1964年8月28日 - 誕生
- 1986年 - 琉球放送（RBC）ラジオの深夜番組「ラジオジャック」の月曜アシスタントでデビュー
- 1987年 - 同番組の金曜アシスタントに
- 1990年 - 同番組のメインパーソナリティー（木曜）に
- 1994年 - 日本テレビ系列の番組「投稿!特ホウ王国」で、リポーターとして番組に出演

## 主な活躍

### 出演番組
特記のないものはすべて琉球放送ラジオ（RBCiラジオ）
- ラジオジャック（1986年～1993年、ただし1990年4月～9月は除く）
- マイタウンマイスーパー（1980年代後半～1990年代前半）

- 痛快なりゆき番組 風雲!たけし城（TBSテレビ、1988年）- 沖縄パートの戦場リポーターを担当
- カラッと歌オケ（琉球放送、1987年 - 1988年）-アシスタント
- 痛快なりゆき番組 風雲!たけし城（TBSテレビ、1988年）- 沖縄パートの戦場リポーターを担当
- ふれ愛パレット（1991年～1995年）
- 投稿!特ホウ王国（日本テレビ系、1994年）　沖縄県では沖縄テレビ（OTV）が放映
- みのかずのとことんワイド400（1997年～2000年）
- 月曜フォーラム（2002年～2008年）
- シャキッとi（2014年3月～）

### その他
- 沖縄県ローカルCMのナレーション（ラジオ・テレビともRBC限定が多かったが、中には他局でもオンエアされたものある）
- 沖縄都市モノレール線車内アナウンス（2003年8月～2019年9月）